# فام وان ترا
فام وان ترا (Pham Van Tra) (زاده ۱۹۳۵) وزیر دفاع کنونی کشور ویتنام است.
او که ژنرالی چهار ستاره‌است از سپتامبر ۱۹۹۷ تا کنون جانشین دائون خوئه در وزارت دفاع ویتنام شده‌است و پیش از این رئیس خدمهٔ عمومی ارتش ویتنام نیز بوده‌است.